# Nikki Nack
Nikki Nack è il terzo album in studio della musicista e cantautrice statunitense Tune-Yards, pubblicato nel 2014. Questo comprende 13 canzoni (elencate sotto) e una durata complessiva di 42:24 secondi

## Tracce
Tutte le tracce sono di Merrill Garbus e Nate Brenner tranne dove indicato.
1. Find a New Way – 3:28
2. Water Fountain – 3:04
3. Time of Dark – 4:33
4. Real Thing – 3:22
5. Look Around – 4:26
6. Hey Life – 3:37
7. Sink-O – 3:17
8. Why Do We Dine on the Tots? – 1:28 (Garbus)
9. Stop That Man – 3:33
10. Wait for a Minute – 3:54
11. Left Behind – 4:31
12. Rocking Chair – 2:03 (Garbus)
13. Manchild – 3:09